# Robert McFarlane

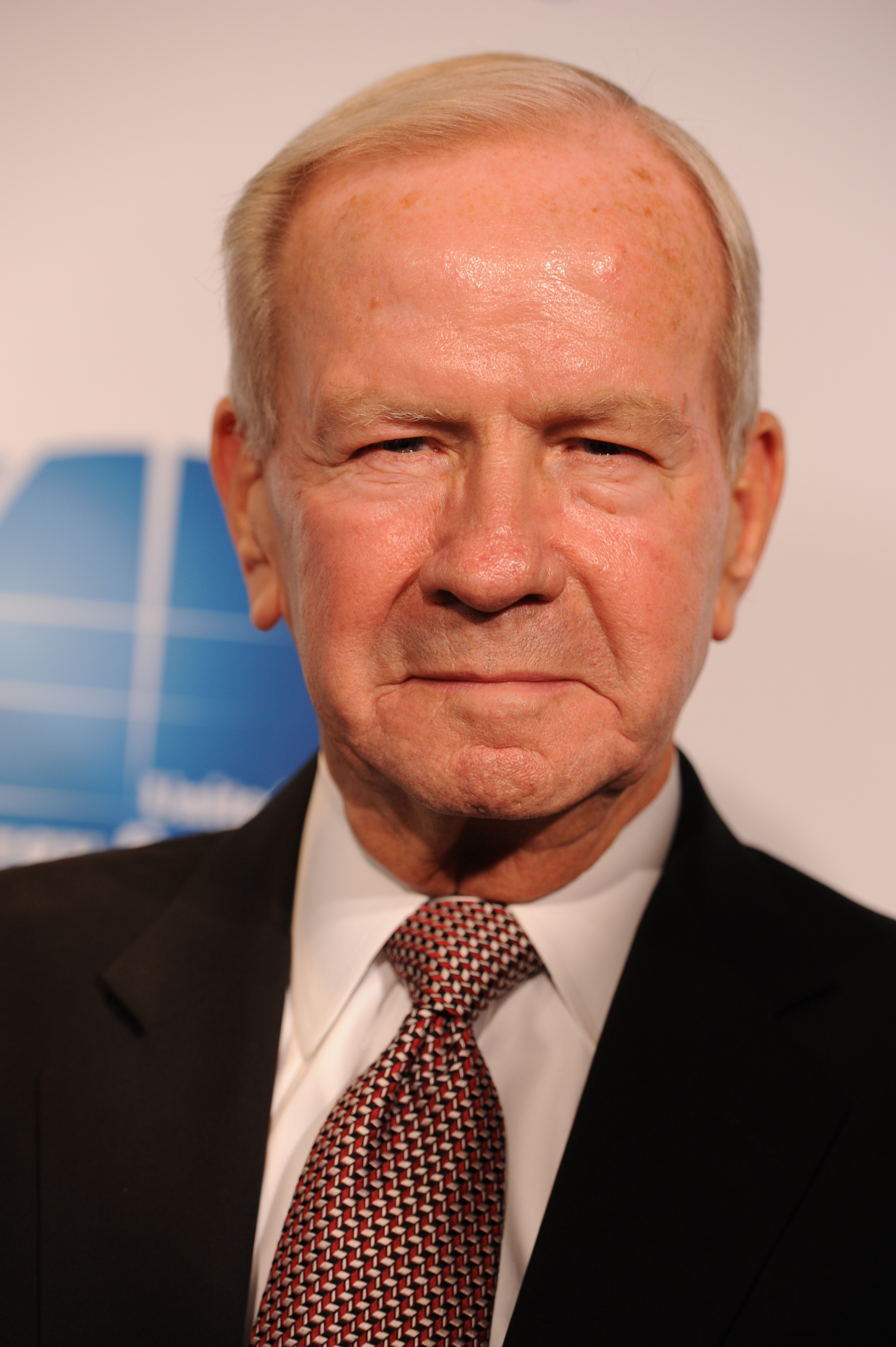
Robert McFarlane, 2011

Robert Carl „Bud“ McFarlane (* 12. Juli 1937 in Washington, D.C.; † 12. Mai 2022 in Lansing, Michigan) war ein US-amerikanischer Regierungsbeamter, Nationaler Sicherheitsberater unter US-Präsident Ronald Reagan von 1983 bis Ende 1985 und einer der Hauptakteure der Iran-Contra-Affäre. Er und sein Nachfolger, Admiral John Poindexter, waren sowohl in die Iran- als auch in die Nicaragua-Seite des Skandals verwickelt.
Als der Skandal publik wurde, versuchte McFarlane 1987 Suizid mittels einer Überdosis Valium zu begehen. Im März 1988 erklärte er sich vor einem Gericht für schuldig, dem Kongressausschuss zur Untersuchung der Iran-Contra-Affäre Informationen vorenthalten zu haben. In der Folge wurde McFarlane zu zwei Jahren Haft verurteilt. Präsident George Bush sr. begnadigte ihn am Weihnachtsabend 1992 gemeinsam mit anderen Schlüsselfiguren des Skandals wie Caspar Weinberger und Elliott Abrams.

## Frühe Jahre
Robert McFarlane war der Sohn von William D. McFarlane, der von 1933 bis 1939 für den US-Bundesstaat Texas als Abgeordneter im US-Repräsentantenhaus wirkte.
Nach Abschluss der High School absolvierte McFarlane die United States Naval Academy in Annapolis. Nach seinem Abschluss 1959 trat er ins United States Marine Corps ein. Nach seiner Grundausbildung in Quantico wurde er im Verband der Marine-Artillerie nach Vietnam geschickt. Er wurde zweimal im Vietnamkrieg eingesetzt. Sein höchster Dienstgrad beim Militär war Oberstleutnant. Er erhielt bis zum Ende seiner Militärzeit 1979 einige Auszeichnungen, darunter als höchster Orden die Navy Distinguished Service Medal.